# Ольшанский, Владислав Васильевич
Владислав Васильевич Ольшанский (3 (16) декабря 1911, Саратов — 24 августа 1987, Саратов) — советский футболист, защитник, нападающий; тренер.
Воспитанник футбольной школы «Совторгслужащие» Саратов. В 1928—1933, 1935—1937, 1940—1941 годах играл за команду Ижорского завода, был капитаном команды и руководителем заводской спортивной секции, в 1937 году провёл две игры в Кубке СССР. В 1934 выступал в первенстве Ленинграда за команду завода имени Кирова (весенний круг), в осеннем круге был направлен в состав новообразованного армейского клуба ЛДКА, за который выступал на месте центрального полузащитника. В 1938 году сыграл четыре игры за «Электрик» в чемпионате СССР. В 1940 году в группе «Б» за ленинградский «Авангард» в 9 матчах забил четыре мяча. Во время войны эвакуировался в Свердловск. В 1945 году играл за «Зенит» Свердловск, в 1946—1947 — за «Динамо» Саратов.

Ольшанский, играя в центре полузащиты, точно распасовывает мяч, играет технически на голову выше всей команды... Ольшанский всегда был в хорошей форме, ведя игру всей команды.
— Г. Русаков, газета «Ижорец», 29 ноября 1936 г.
Работал старшим тренером в командах «Динамо» Саратов (1947—1948), «Крылья Советов» Саратов (1949), тренером в «Труде» Энгельс (1967—1968).
Сын Валентин (1947—2010) также футболист, провёл более 400 матчей за «Сокол».